# Der Usedom-Krimi: Gute Nachrichten

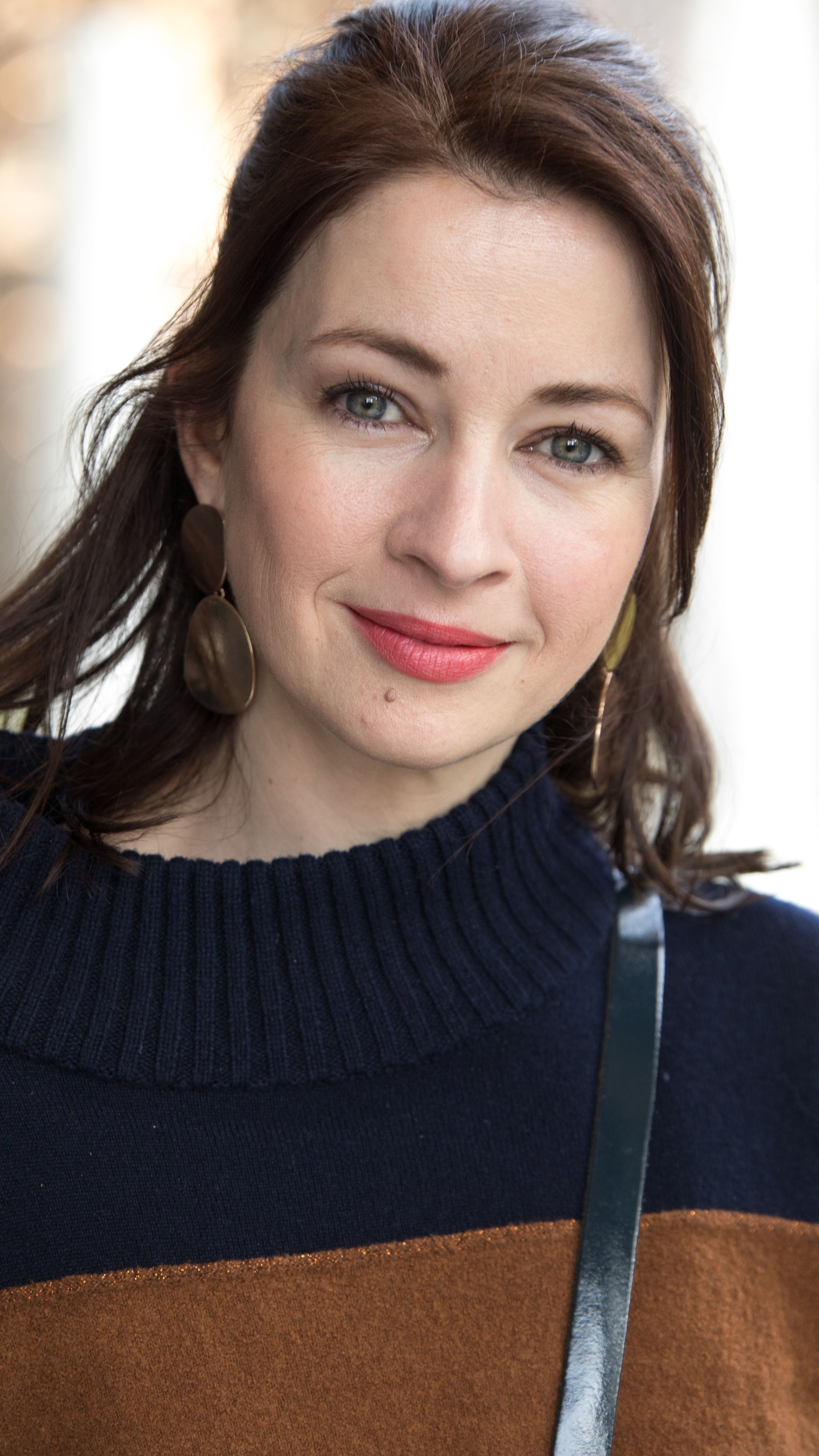
Loretta Stern spielt Mordopfer Sandra Berger (Foto von 2018)

Gute Nachrichten ist ein Fernsehfilm aus der Kriminalfilmreihe Der Usedom-Krimi. Er wurde im Auftrag von ARD Degeto und dem NDR von der Razor Film Produktion GmbH für Das Erste produziert. Die 17. Folge der Filmreihe wurde am 13. Oktober 2022 erstmals im Ersten ausgestrahlt.

## Handlung
Die bekannte Fernsehmoderatorin Sandra Berger wird in ihrem Ferienhaus erschlagen aufgefunden. Zu ihrer Überraschung muss Ermittlerin Ellen Norgard am Tatort feststellen, dass Bergers Ehemann Jonas Gomez der Mann ist, mit dem sie eine Affäre hat. Kompliziert wird die Angelegenheit dadurch, dass beide genau zum Zeitpunkt der Tat zusammen waren und nur Ellen ihm ein Alibi geben könnte. Das würde aber vermutlich die beruflichen Karrieren beider beenden. Um zu verhindern, dass Gomez verdächtigt wird, muss der wahre Täter schnell gefunden werden. Ellen öffnet sich Karin und erzählt ihr auch, dass Gomez der Vater ihres Sohns Jesper sei. Sie bittet Karin, sie zu unterstützen und auf eigene Faust mehr über die Hintergründe der Tat herauszufinden.
Ellen befragt Angestellte einer Gärtnerei, die in den vergangenen Tagen am Ferienhaus arbeiteten. Diese berichten von zwei Besuchern, einer blonden Frau und einem Galeristen aus Greifswald, der das Ehepaar zweimal dort getroffen habe. Ellen selbst kann diesen nicht befragen, da sie mit Gomez einmal wegen eines Bildkaufs bei ihm in der Galerie war. Beim Besuch des Galeristen Schwenkers erfährt Karin, dass eine seiner erfolgreichsten Künstlerinnen, Gunilla Troppmann, vor zwei Jahren gestorben ist. Von Gomez erfährt Karin später, dass er von jemandem erpresst werde, der bei Nichtzahlung die Affäre mit Ellen publik zu machen drohe. Später trifft sich Gomez mit Ellen, um seinen Sohn kennenzulernen. Als eine Journalistin in ihrem privaten Kanal den Hinweis veröffentlicht, dass Gomez seit zwei Jahren eine Affäre habe, scheint für die Ermittelnden das Hauptmotiv gefunden. Ellen bricht ihr Schweigen und gesteht, dass sie die Affäre sei, woraufhin sie von ihren Aufgaben entbunden wird.
Karin findet die Frau, die im Ferienhaus gesehen wurde. Sie ist Museumsleiterin und prüft die Echtheit von Bildern, so auch vor ein paar Tagen bei einem Bild im Ferienhaus. Als die Polizei dieses jetzt erneut prüft, stellt es sich als Fälschung heraus. Mittlerweile ist bekannt, dass die Gärtnereiangestellte Lisa Bock an der Kunsthochschule bei Schwenkers studiert hat. Dieser hatte sie für 5.000 Euro beauftragt, das Bild durch eine Kopie auszutauschen. Da Sandra Berger, die zu dieser Zeit eigentlich mit Gomez in der Galerie sein sollte, sie dabei überraschte, habe sie diese mit einem Backstein erschlagen. Wie sich herausstellt, hat Schwenkers sich von Lisa Bilder malen lassen, auch weil sein Geschäft seit Troppmanns Tod nicht mehr gut lief. Schwenkers wird in seiner Galerie verhaftet.
In der letzten Szene verabschieden sich Ellen und Gomez am Strand voneinander. Ellen sagt, dass sie erst einmal eine Weile nach Dänemark gehen werde, „um sich richtig zu ordnen“.

## Produktion
Der Film wurde vom 21. Februar 2022 bis zum 25. April 2022 auf der Ostseeinsel Usedom, in Brandenburg und Berlin gedreht. Das Ferienhaus von Sandra und Jonas befindet sich in Lubmin, weitere Innen- und Außenaufnahmen erfolgten an der Strandpromenade Bansin. In Greifswald wurden die Szenen in und vor der Kunstgalerie Schwenkers gedreht, das Tiny House von Lisa befindet sich in der Gemeinde Loissin am Greifswalder Bodden. Das markante rote Ferienhaus aus Holz, in dem Ellen wohnt, befindet sich auf dem Teufelsberg in Stubbenfelde bei Loddin. Die Dreharbeiten für das „Haus Witt“ fanden in Hohendorf bei Wolgast statt.

## Rezeption

### Kritiken
Tilmann P. Gangloff gibt den Usesdom-Krimi-Filmen der Staffel 2022 in seiner Besprechung bei tittelbach.tv insgesamt 4 von 6 Sternen. Die Szenen mit Katrin Sass und der jungen Elsa Krieger als Merle seien ein großes Vergnügen, die Kinderdarstellerin habe sichtlich Spaß an der Rolle und trage mit ihren „kecken Dialogzeilen“ zur heiteren Ebene dieser Episode bei. Regisseur Tiefenbacher inszeniere es interessant, spannend sei die Frage, wie „wie Ellen aus der Nummer rauskommt“. Die Bildgestaltung sei erneut vorzüglich.
Oliver Armknecht gibt dem Film in seiner Kritik auf film-rezensionen.de insgesamt 4 von 10 Punkten. Der Kritiker findet den Film langweilig, weil sich die Ermittler kaum für den eigentlichen Kriminalfall interessierten. Im Mittelpunkt stehe vielmehr die Affäre, die Ermittlung von Spuren hingegen seien nicht mehr als Pflichtelemente. Das Ende sei recht willkürlich und wirke etwas ausgewürfelt.

### Einschaltquote
Die Erstausstrahlung von Gute Nachrichten am 13. Oktober 2022 wurde in Deutschland von 6,83 Millionen Zuschauern gesehen und erreichte einen Marktanteil von 26,4 % für Das Erste. Das war der Spitzenwert an diesem Tag. In der als Hauptzielgruppe für Fernsehwerbung deklarierten Altersgruppe von 14 bis 49 Jahren erreichte Gute Nachrichten 0,61 Millionen Zuschauer und damit einen Marktanteil von 11,0 % in dieser Altersgruppe.